# ハリス・ヴチキッチ
ハリス・ヴチキッチ（Haris Vučkić、1992年8月21日 - ）は、スロベニア・リュブリャナ出身のサッカー選手。ブリーラム・ユナイテッドFC所属。ポジションはMF。元スロベニア代表。

## 経歴

### クラブ
NKドムジャレでプロデビューを果たし、2009年1月16日、ニューカッスル・ユナイテッドFCに移籍し3年半契約を交わした。移籍後はイギリス国内クラブへのレンタルを繰り返すものの、結果は残せなかったが、2015年2月2日にレンタルしたレンジャーズFCではデビュー戦となったスコティッシュカップのライス・ローヴァーズFC戦でいきなりゴールを決めると、リーグ戦では15試合で8得点を記録した。
2017年6月23日、FCトゥウェンテにフリーで移籍した。
2020年8月19日、レアル・サラゴサへ3年契約で移籍した。同年9月26日、UDラス・パルマスとのリーグ戦にて、58分にベンチに下がるまで先発出場して移籍後初出場を果たした。その後も先発メンバーに選ばれたが、得点を挙げることが出来ず、2020-21シーズンは公式戦19試合で無得点に終わった。2021-22シーズンはクロアチアのHNKリエカへレンタル移籍をした。